# Zenga zenga, czyli jak szczury zjadły króla Afryki
Zenga zenga, czyli jak szczury zjadły króla Afryki – książka reporterska autorstwa Andrzeja Mellera, wydana po raz pierwszy w 2012 roku nakładem warszawskiej oficyny The Facto. Opowiada o wojnie domowej w Libii, którą Meller bezpośrednio obserwował od maja do września 2011 roku. Autor przebywał m.in. w Bengazi, Misracie, Górach Zachodnich (zwłaszcza w mieście Nalut) oraz w Trypolisie.
Książka dedykowana jest amerykańskiej korespondentce wojennej Marie Colvin, poznanej przez autora w Libii, która wkrótce później zginęła w Hims w Syrii. Na końcu umieszczone zostało kalendarium wojny w Libii, które opracował Wojciech Pięciak.

## Tytuł
Zenga Zenga to tytuł piosenki, pierwotnie stworzonej w Izraelu, którą część bojowników przyjęła za swój nieformalny hymn. Druga część tytułu książki odwołuje się do retoryki obalonego i ostatecznie zabitego w toku tego konfliktu libijskiego dyktatora Mu’ammara al-Kaddafiego. Polityk ten zwykł nazywać siebie królem Afryki, a jednocześnie zapowiadał, że buntujących się przeciwko niemu obywateli „wytępi jak szczury”.